# Éric Buffetaut
Pour les articles homonymes, voir Buffetaut.
Éric Buffetaut (né à Porte-Joie en Normandie le 19 novembre 1950) est un paléontologue français, chercheur au CNRS depuis 1976. Docteur ès-sciences et directeur de recherche au CNRS, spécialiste des archosaures fossiles et principalement des dinosaures et des ptérosaures, il a publié un grand nombre d'ouvrages (spécialisés ou non) sur les dinosaures et la paléontologie,. Il est un des paléontologues majeurs à soutenir la thèse de la chute d'une météorite comme principale cause de la crise Crétacé/Tertiaire.

## Biographie
À l'âge d'environ huit ans, il est impressionné par les dioramas, tranchant avec les présentations zoologiques classiques, lors de sa visite du Musée du Duc d'Orléans.

## Direction de thèses
Éric Buffetaut était le directeur de thèse de Jean Le Loeuff (université Paris 6, 1992,  Les vertébrés continentaux du Crétacé supérieur d'Europe : paléoécologie, biostratigraphie et paléogéographie)

## Travaux
Il a nommé directeur de recherche au CNRS et il parcourt la planète à la recherche d'os, d'empreintes et d’œufs de dinosaures : en hiver, dans les collines boisées de l'Isan en Thaïlande ou en Tunisie ; en été, dans les gorges et vallées du Sud de la France où il a créé le musée des dinosaures d'Espéraza (le dinosauria) dans l'Aude.
Il a décrit les espèces de dinosaures suivantes :
- Archaeodontosaurus descouensi
- Isanosaurus attavipachi
- Kinnareemimus khonkaenensis
- Phuwiangosaurus sirindhornae
- Psittacosaurus sattayaraki
- Rhabdodon septimanicus
- Siamosaurus suteethorni
- Siamotyrannus isanensis
- Tarascosaurus salluvicus
- Variraptor mechinorum

Buffetaut démontre en 1982 que Dakosaurus et Aggiosaurus sont en fait des Metriorhynchidae.

### Ouvrages
- Des fossiles et des hommes, Robert Laffont, 1991  (ISBN 2266045709)
- Dans les traces des dinosaures, Presses Pocket, 1991
- Les Dinosaures. Que sais-je ? no 2827, PUF, 1994  (ISBN 2130460038)
- Les Dinosaures de France, avec Pascal Robin, BRGM Éditions, 1995  (ISBN 2715907664)
- Histoire de la paléontologie. Que sais-je ? no 2190, PUF, avril 1997  (ISBN 213048557X)
- Les Mondes disparus, atlas de la dérive des continents, avec Jean Le Loeuff, Guy Le Roux, Berg International, 1998  (ISBN 2911289145)
- Buffetaut É. & Le Loeuff J., Tong H., Duffaud S. …, 1999. Un nouveau gisement de vertébrés du Crétacé supérieur à Cruzy (Hérault, Sud de la France). Comptes Rendus de l' … Elsevier.
- La Fin des dinosaures : comment les grandes extinctions ont façonné le monde vivant., Fayard, 2003  (ISBN 221361489X)
- Sur le chemin des dinosaures, Éditions Aurian, 2005
- Les Dinosaures. Collection "Idées reçues no 123. Éditions Le Cavalier Bleu, 2006  (ISBN 2846701431)
- Les dinosaures sont-ils un échec de l'évolution ?. Éditions du Pommier, 2008  (ISBN 9782746503854)
- Que nous racontent les fossiles ?, éditions du Pommier, 2009  (ISBN 9782746504097)
- Chercheurs de dinosaures en Normandie, Éditions Ysec, 2011
- Sommes-nous tous voués à disparaître ? idées reçues sur l'extinction des espèces, Éditions Le Cavalier bleu, 2012  (ISBN 9782846704342)
- À quoi servent les dinosaures ?, Éditions du Pommier, 2013
- À la recherche des animaux mystérieux : idées reçues sur la cryptozoologie, Le Cavalier bleu éditions, 2016  (ISBN 9791031800998)
- Fossiles et croyances populaires : une paléontologie de l'imaginaire, Le Cavalier bleu, 2017  (ISBN 979-10-318-0226-8)

### Autres écrits
- Éric Buffetaut, « De nouvelles données sur le dodo », Universalia 2017 : Les personnalités, la politique, les connaissances, la culture en 2016, Encyclopædia Universalis France, Paris, mars 2017, p. 310-312  (ISBN 978-2-85229-344-1)
- Éric Buffetaut, « Le dilemme d'Albert Gaudry », Espèces : Revue d'histoire naturelle, no 26, décembre 2017-février 2018, p. 72-76
- Éric Buffetaut, « Un musée princier disparu », Espèces : Revue d'histoire naturelle, no 27, mars-mai 2018, p. 76-80